# Max Hirschberg
Max Hirschberg (13 de novembre de 1883, Múnic -21 de juny de 1964, Nova York) va ser un advocat alemany d'origen jueu que va viure en els Estats Units, més conegut pel seu treball sobre errors judicials. Durant la República de Weimar va ser conegut a causa de dos processos polítics en els quals va ocupar el càrrec de "advocat defensor".
Hirschberg va estudiar Dret en Múnic, Berlín i Leipzig i va ser promogut en 1910. En la dècada de 1920 va defensar Felix Fechenbach, secretari del primer ministre assassinat Kurt Eisner, de Baviera. Fechenbach va ser condemnat en 1922 a causa de divulgació d'un document d'informació sobre la culpabilitat en la guerra del Reich alemany, i va ser condemnat a onze anys de presó. Després de dos anys de procés/judici davant el Tribunal Popular de Múnic, va ser "perdonat" i alliberat gràcies a la pressió pública promoguda per Hirschberg.
En el procés anomenat "Dolchstoss", Hirschberg va defendre en 1925 a Martin Gruber, director de la revista socialista "Münchner Post". Gruber va ser acusat en el context de la post-Primera Guerra Mundial per "revisionisme històric". Com opositor d'Adolf Hitler, Hirschberg va ser detingut al març de 1933 per més de cinc mesos. En 1934, va assolir escapar a Milà i va treballar allí amb un advocat italià. Al març de 1939 emigrà a Nova York.
Hirschberg ha creat una "genealogia de les causes d'errors a la justícia penal"; va subratllar el principi de in dubio pro reo que afirma que la causa més comuna d'errors de la justícia penal es refereix a una distinció que ha de fer-se pel jutge entre la probabilitat i la certesa." Entre els aspectes destacats per Hirschberg es troben:
- La valoració no crítica de la confessió;
- La valoració no crítica de càrrecs adduïts per co-co-acusats;
- La valoració no crítica de les deposicions testificals;
- L'error en el reconeixement;
- La mentida com a prova de culpabilitat;
- La valoració no crítica dels dictàmens pericials.

## Obres
- (1998) Jude und Demokrat: Erinnerungen eines Münchener Rechtsanwalts, 1883 bis 1939 (Biographische Quellen zur Zeitgeschichte) (Editorial:) R. Oldenbourg. ISBN 9783486563672
- (1969) La sentencia erronea en el proceso penal. Traducció de l'alemany al castellà per Tomas A. Banzhaf. Buenos Aires: Ediciones Jurídicas Europa America, 304 pàgines.
- (1941) "Pathology of Criminal Justice. Innocent Convicted in Three Murder Cases". Journal of Criminal Law and Criminology (1931-1951), Vol.31, No.5 (gener - febrer de 1941), pàgines 536-550.
- (1940-1941) "Wrongful Convictions". 13 Rocky Mountain Law Review, 1940-1941, pàgines 20-46.
- (1940) "Convicting the Innocent". 13 Rocky Mountain Law Review 20 de desembre de 1940. ("Cita 26 casos de condemnes errades (wrongful conviction[s]), 2 en els Estats Units i 24 en Europa, principalment en Alemanya." (una breu ressenya de Hans Sherrer, 2000.)